# Vapi
Vapi is een stad in de staat Gujarat in India. De stad is gelegen in het district Valsad en telt ongeveer 71.000 inwoners. De stad is een centrum van chemische industrie.
Volgens het Blacksmith Institute is Vapi een van de 10 meest vervuilde steden ter wereld.